# FC Wacker München
Az FC Wacker München (teljes nevén: Fußball-Club Wacker München e. V.) egy 1903-ban alapított müncheni labdarúgócsapat.

## Eredmények
- Német bajnokság

Elődöntő (2): 1922, 1928
- Dél-Német bajnokság

Bajnok (1): 1922
- Német amatőr bajnokság

Döntős (1): 1968
- Bajor amatőr bajnokság

Bajnok (2): 1946, 1958
Déli Bajnok (4): 1964, 1970, 1972, 1975

## Jelentős játékosok és edzők

### Német válogatottak
- Heinrich Altvater
- Georg Ertl
- Wilhelm Falk
- Josef Weber
- Sigmund Haringer

### Jelentős játékosok
- Karl Pekarna
- Schaffer Alfréd
- Albert Eschenlohr
- Eugen Kling
- Szabó Péter
- Ernst Poertgen
- Friedrich Müller
- Hennes Weisweiler
- Hans Bauer
- Adolf Kunstwadl
- Dietmar Hamann

### Edzők
- Edward Hanney
- Schaffer Alfréd
- Karl Mai